# HD144206
HD144206 — хімічно пекулярна зоря спектрального класу B9, що має  видиму зоряну величину в смузі V приблизно  4,7.
Вона  розташована на відстані близько 375,8 світлових років від Сонця.

## Фізичні характеристики
Зоря HD144206 обертається 
порівняно повільно 
навколо своєї осі. Проєкція її екваторіальної швидкості на промінь зору становить  Vsin(i)= 18км/сек.

## Пекулярний хімічний склад
HD144206 належить до ртутно-манганових зір й її зоряна атмосфера має підвищений вміст Hg та Mn.

## Магнітне поле
Спектр даної зорі вказує на наявність магнітного поля у її зоряній атмосфері.
Напруженість повздовжної компоненти поля оціненої з аналізу
становить  165,0± 185,0 Гаус.